# 劫賓那
劫賓那（こうひんな、カッピナ）は、釈迦の弟子の一人である。尊称して摩訶劫賓那と呼ばれることも多い。金毘羅（こんぴら、カンピラ）とも。
釈迦弟子中で知星宿第一の弟子といわれる。

## 名前
- Skt：Kalpina、Kamphilla
- Pl：Kapphina
- 他の音写：劫賓寧、金毘羅、掲質など
- 訳（意訳含む）・意味：黄色、黄頭、房宿、賈師、分別など

## 出身
コーサラ国出身。一説に両親が房宿（和名：そいぼし、さそり座の第16星を中心とする4星）に祈って生まれたので、こう命名されたといわれる。彼の出身にはいくつかの説がある。
1. クックタという辺国のクシャトリア（王族）の子で、父に継ぎ即位した。知識を求めて四門に人を出し通行の師を伴わしめた。釈迦仏が祇園精舎に住すと商人から聞き、教えを仰ぐべく東下し、途中、チャンダバーガー河で大雨に遇い、陶師の房中に止宿したが、仏がこれを知って老比丘に化かし来たって同宿し、ついに教下され、仏弟子となった（テーラガータ＝長老の偈547-556）という説。
2. 金地国（梵語：suvarnabhumi、ビルマの沿岸地方）のカッピナ王で3万6千の属国を従えていた。インドを征服しようとして、コーサラ国王のパセーナディ（プラセーナジットとも。波斯匿王）に降伏勧告を送りつけた。しかし転輪聖王（てんりんじょうおう＝インド神話上の理想的帝王）に変身した釈迦仏によって自身の力量のなさを思い知らされ、仏教に帰依して出家したという（「賢愚経（けんぐきょう）」巻7・第36話「大劫賓寧品」、「撰集百縁経（せんじゅうひゃくえんきょう）」巻9・第88話「罽[ケイ]賓寧王縁」）などの説。

## 過去世
また「ダンマパダ（法句経）」によると、過去世にパドゥムッターラという仏の許で志願を起こし、織師の組合長として1000人の独覚（縁覚）を供養して上天し、迦葉仏の世にまた僧団を供養し、今生においてクックタバーニ市の王となる。その妻をアノジャー（Saagala人）という。また、ヴァーラ、プップハ、ヴァーッラヴァーナ、プップハヴァーナ、スパッタという5頭の駿馬をもち、4人の臣にこの5頭の中から、それぞれ1頭の馬を与え、各23由旬を出でて三宝の興起を聞かしむ。ある日、園苑に遊んでいると、遠く2万由旬も離れた舎衛城から500人の商人が来たりて三宝の興起を告げられるや、歓喜して皇后に語を送り、千人の臣下と共に仏所に赴いた。仏はこれを知って、チャンダバーガー河まで迎えに行き、カッピナは仏に見え比丘となった。祇園精舎に至り間もなく悟りを得て、その後、妻のアノジャーも出家した、という記述が見られる。

## 経歴
仏が故郷カピラ城に帰った後、また去って遊行に出て南方の阿奴夷（アヌピヤー）村に滞在し給う時、阿那律（あなりつ）などの諸王子と優波離（うぱり）、難提迦（なんだいか）と共に仏の御許に至り仏弟子となった。釈迦仏は彼を励まさんとして、一化女の老の次第を示現し、それによって止観を修して応果を得た。また阿那律と跋提梨迦と、食物が何処から生じるかかつて話をした際に、蔵より生じると言ったぐらい裕福に育てられたという。常に独坐し禅定を好んでいたという。